# HD 35299
HD 35299，又名BD-00 936，SAO 132057、HR 1781，是一颗恒星，视星等为5.7，位于銀經202.68，銀緯-19.49，其B1900.0坐标为赤經5h 18m 35.4s，赤緯-0° -19.49′ 14″。